# Obringhausen

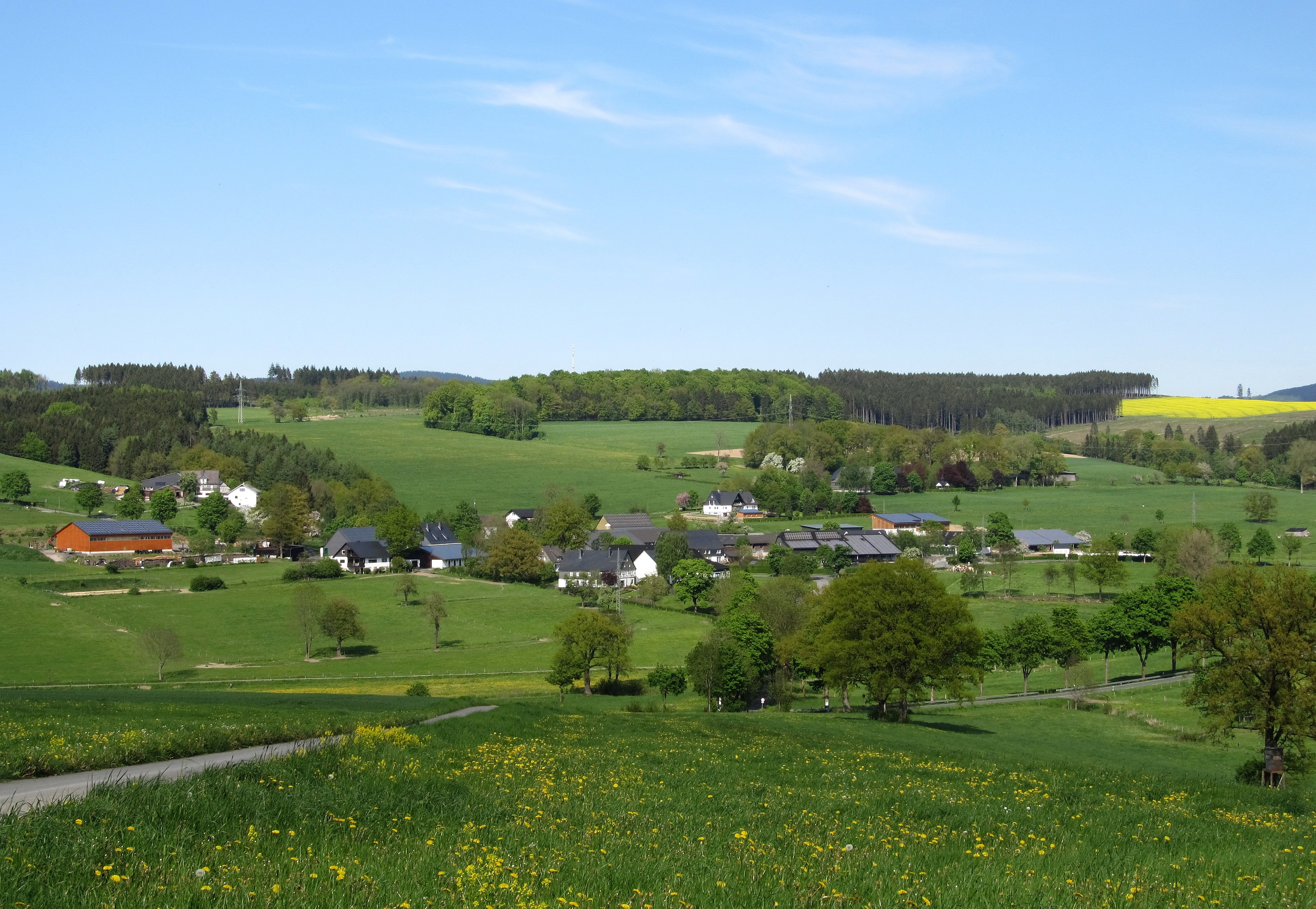
Obringhausen

Obringhausen ist ein Ortsteil der Stadt Schmallenberg in Nordrhein-Westfalen.

## Geografie

### Lage
Das kleine Dorf liegt rund ein Kilometer nördlich von Schmallenberg an der alten Heidenstraße. Im Obringhauser Waldgebiet Grünschlade rund 700 m oberhalb der „Wennehütte“ entspringt die Wenne. Um das Dorf liegt das Landschaftsschutzgebiet Offenlandbereiche um Obringhausen.

### Nachbarorte
Angrenzende Orte sind Wormbach, Schmallenberg, Gleidorf und Ebbinghof.

## Geschichte
Obringhausen (damals noch Oytbrechtinchusen) wurde erstmals 1361 in einer Urkunde gewähnt. Der Ortsname änderte sich im Laufe der Jahre von Oberynckhusen nach 1398 Obirdinchusen. Im selben Jahr wurde der heutige Grobbel Hof (damals Grotebeul von Obrinkhusen) in einer Urkunde erwähnt. 1515 hieß der Ort Oberinghusen. Im Jahre 1394 veräußerte Ritter Ludorf von Altena den Zehnten zu Oberynckhusen, dessen Lehnsherr Johann von Graschapp war, an den Ritter Rump zum Grevenstein. 1446 erklärt sich Cord von Graschapp mit dem Verkauf dieses Zehnten an das Grafschafter Kloster einverstanden.
Frühe Anhaltspunkte über die Größe des Ortes ergeben sich aus einem Schatzungsregister (diente der Erhebung von Steuern) für das Jahr 1543. Demnach gab es in „Oberinghaußen“ 7 Schatzungspflichtige; die Zahl dürfte mit den damals vorhandenen Höfen bzw. Häusern übereingestimmt haben. Ende des Jahres 1938 lebten in Obringhausen 51 Einwohner.
Bis zu kommunalen Neugliederung in Nordrhein-Westfalen gehörte Obringhausen zur Gemeinde Wormbach. Seit dem 1. Januar 1975 ist Obringhausen ein Ortsteil der Stadt Schmallenberg.

## Religion

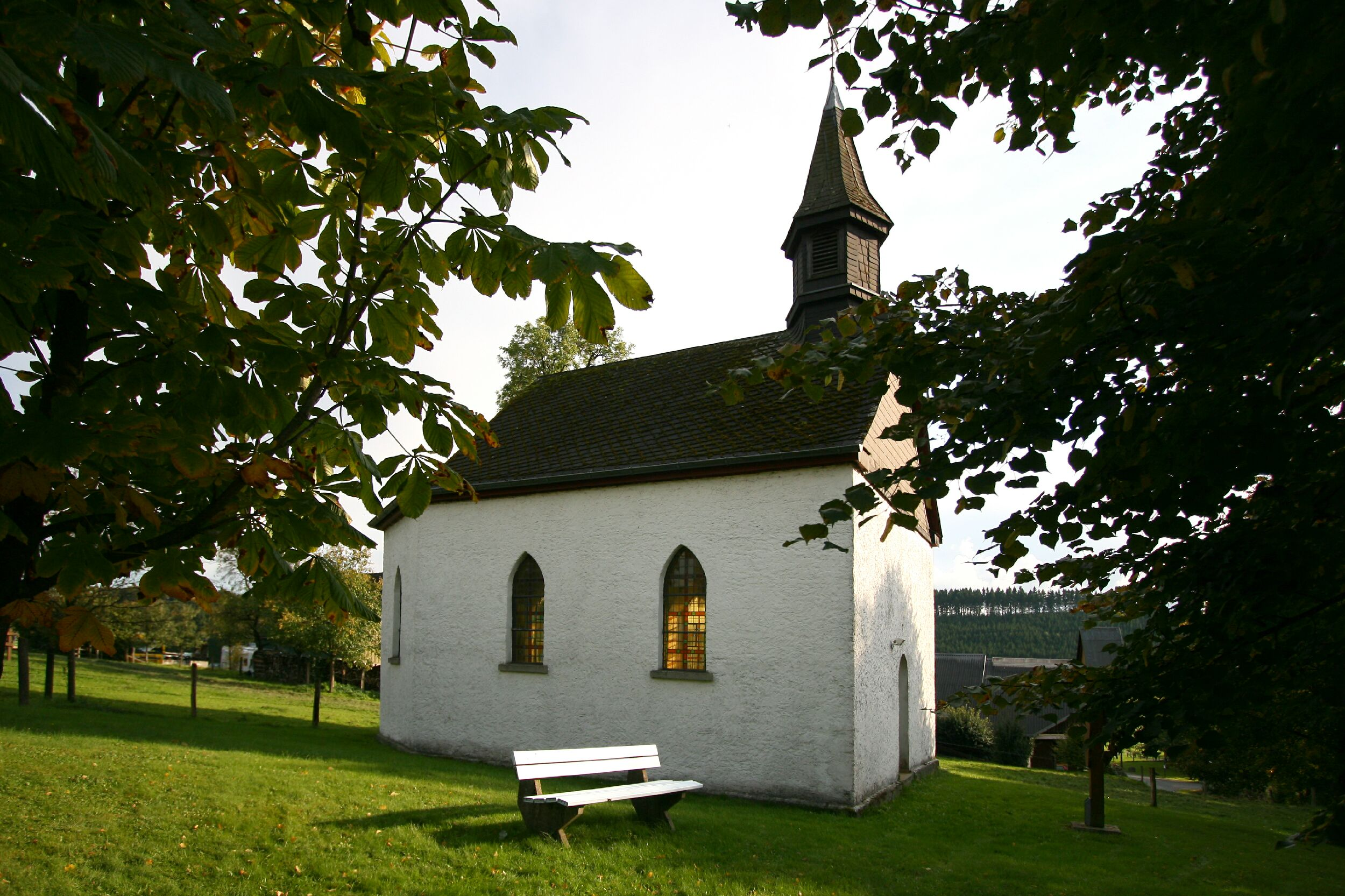
Antonius-Kapelle Obringhausen

Im Ort steht eine Kapelle. Bereits 1548 wurde ein Gerke Siebein zu Obringhausen als Fürsorger der Antonius-Kapelle genannt. Die Kapelle wurde nach Grundstücksschenkungen und Spenden der Dorfbewohner im Jahr 1620 neu errichtet. In den Jahren 1843 bis 1848 erfolgte eine gründliche Bauerneuerung. Die Vollendung des Neubaus erfolgte erst im Jahr 1877. 1898 lieferte der Kunstschreiner Peter Schneider aus Eslohe einen neuen Altar.